# Salvia glutinosa
Salvia glutinosa es una planta herbácea de la familia de las lamiáceas. Es originaria de Eurasia.

## Descripción

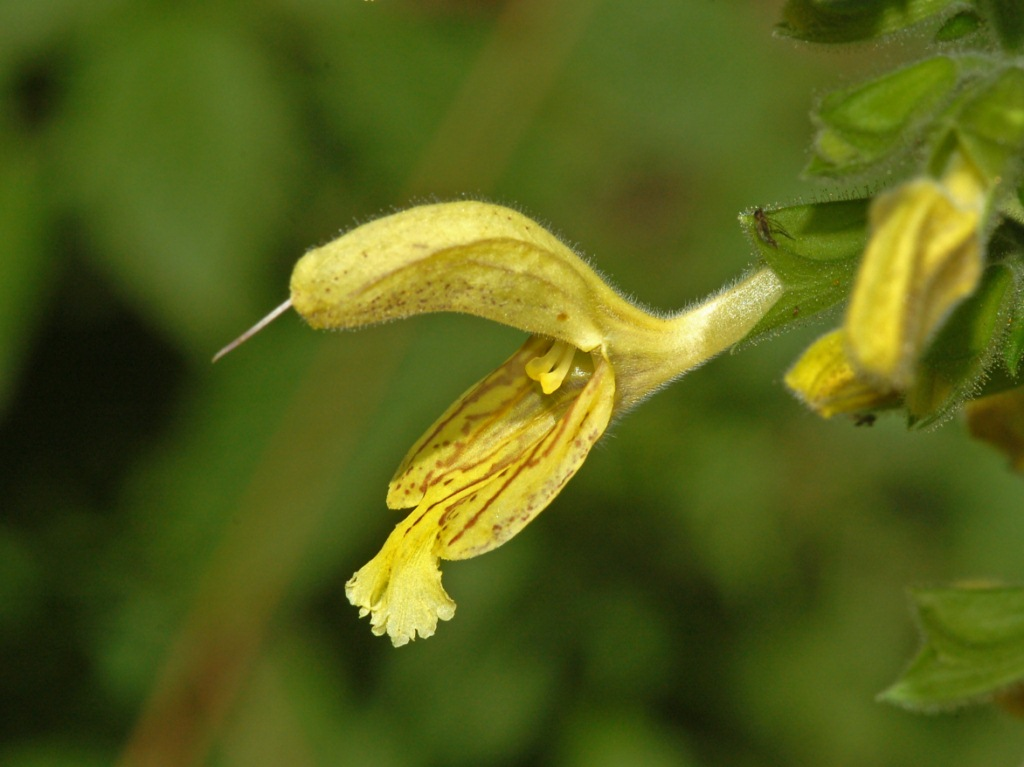
Flores de Salvia glutinosa

Salvia glutinosa alcanza un tamaño de 40-60 centímetros de altura. Los tallos son erectos, con brillantes hojas verdes peludas que miden alrededor de 13 cm de largo, con pecíolos de unos 8-10 centímetros. Las hojas son caducas, dentadas, puntiagudas, tomentosas y glandulares. Con los primeros fríos, el follaje desaparece y la planta está lista para pasar el invierno con las yemas latentes.
Todas las partes de la planta están cubiertas de pelos glandulares pegajosos, especialmente los cálices de color verde lima y las flores, dando como resultado el nombre de "glutinosa". Estos pelos pegajosos probablemente, tienen una función de protección contra los depredadores. 
Las flores crecen en verticilos de dos a seis, con pálidas flores amarillas moteadas con marrón. Las flores están soportadas por pequeñas brácteas persistentes que tienen una longitud de 3 a 5 centímetros, lo que es bastante grande para un salvia. Las flores tienen dos estambres y un cáliz en forma de campana. El período de floración se extiende de junio a septiembre.

## Distribución
Esta planta es originaria de Europa central y Eurasia.

## Hábitat
Salvia glutinosa se encuentra en zonas boscosas en bosques caducifolios y mixtos, especialmente en la sombra o sombra parcial y en suelos calcáreos, a una altitud de 100-1,600 metros sobre el nivel del mar.

## Ecología
Salvia glutinosa es la planta huésped principal de Macrotylus quadrilineatus, que se alimenta de los jugos de la planta y de pequeños insectos atrapados en esta savia pegajosa.

## Taxonomía
Salvia glutinosa fue descrita por Carlos Linneo y publicado en Species Plantarum 1: 26. 1753.
Etimología
Ver: Salvia
glutinosa: epíteto latino que significa "muy pegajosa".
Sinonimia
- Drymosphace glutinosa (L.) Opiz
- Glutinaria acuminata Raf.
- Glutinaria glutinosa (L.) Raf.
- Sclarea glutinosa (L.) Mill.[5][6]

## Galería

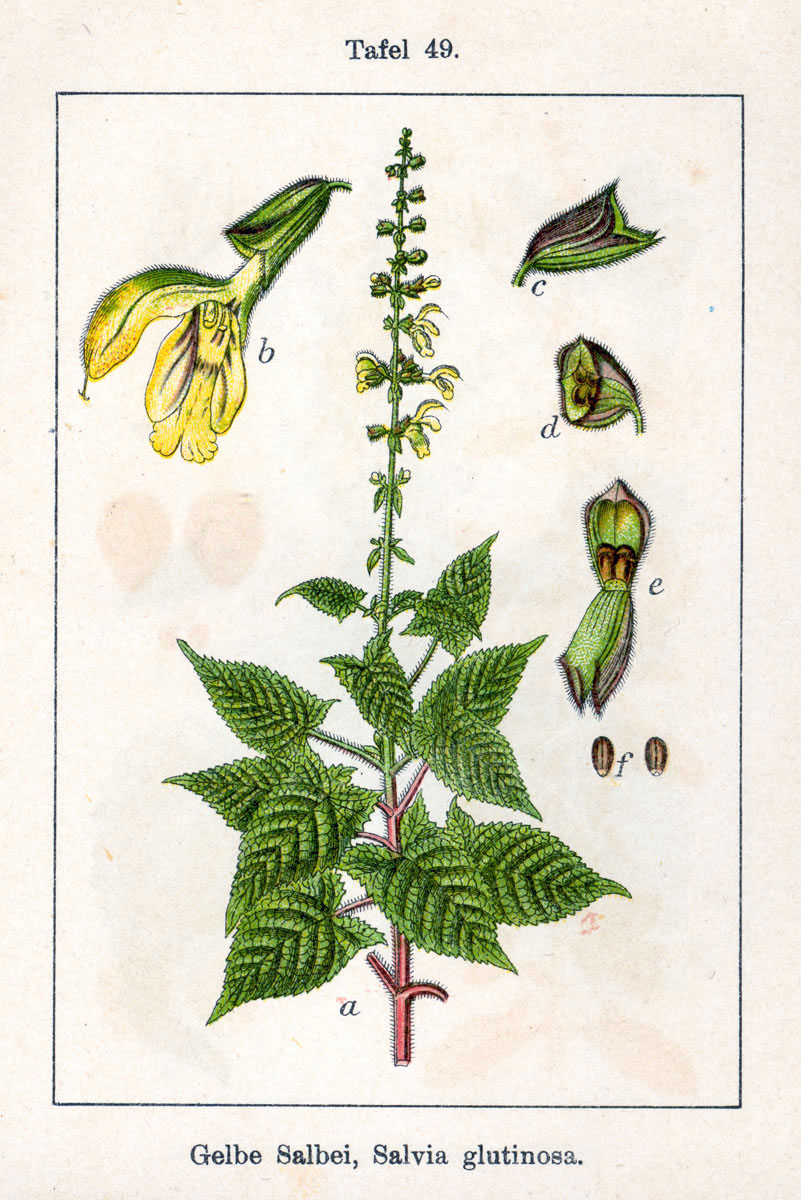
Figura de Salvia glutinosa de Deutschlands Flora in Abbildungen, 1796
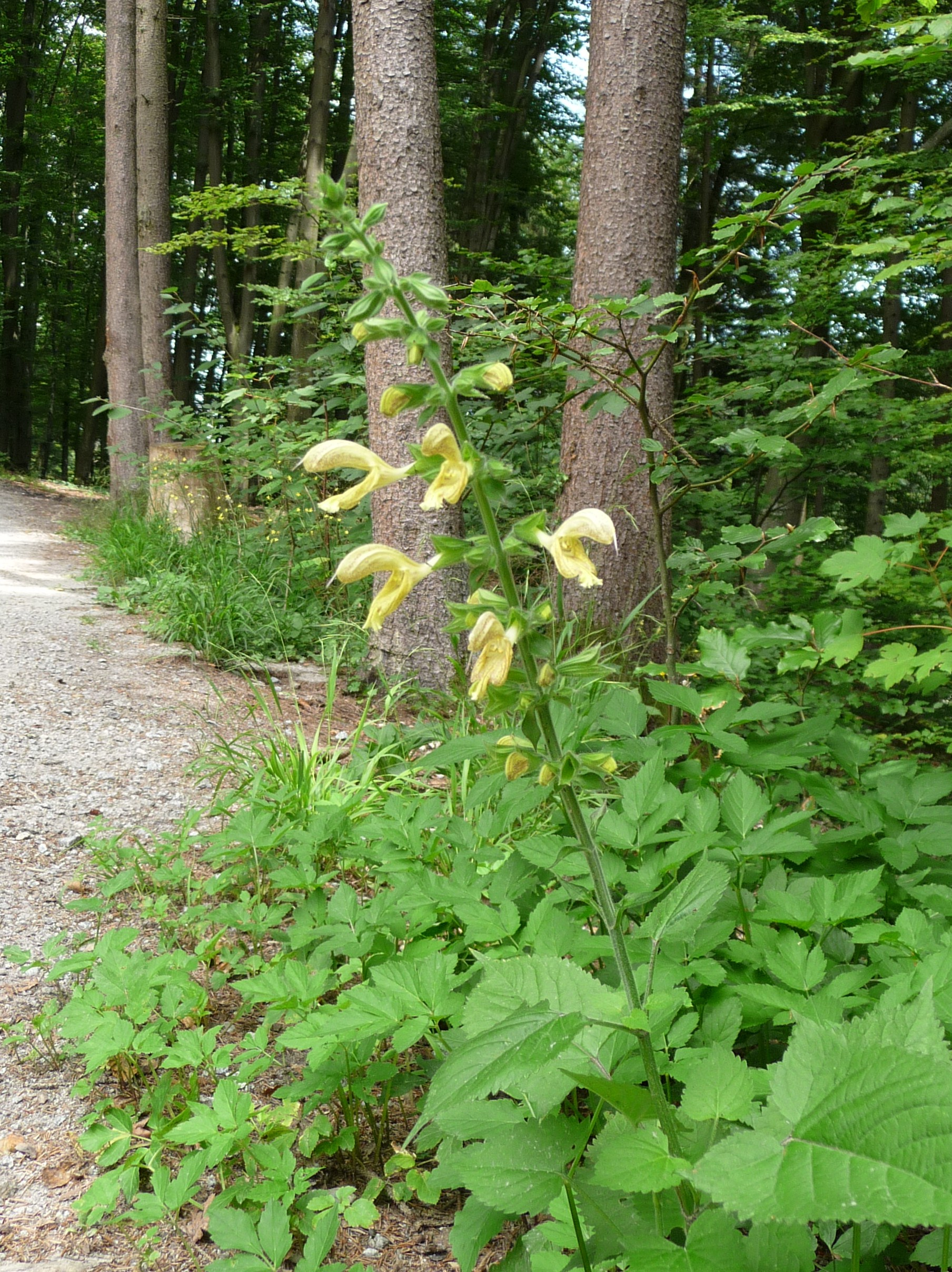
Planta de 'Salvia glutinosa
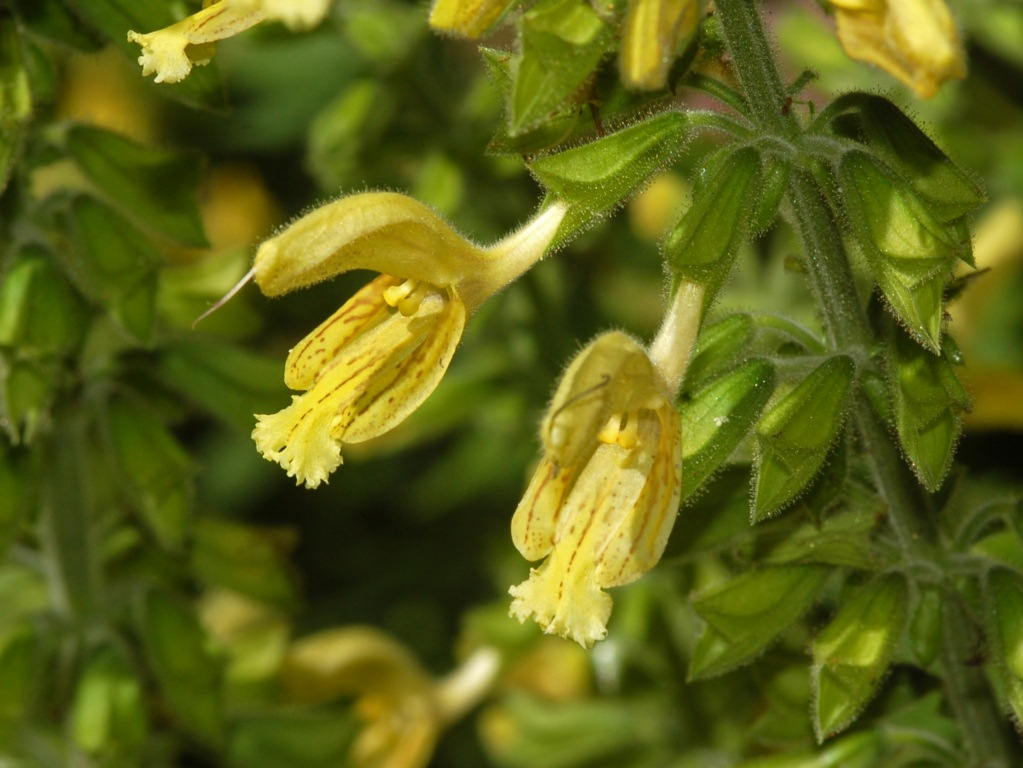
Flores de Salvia glutinosa
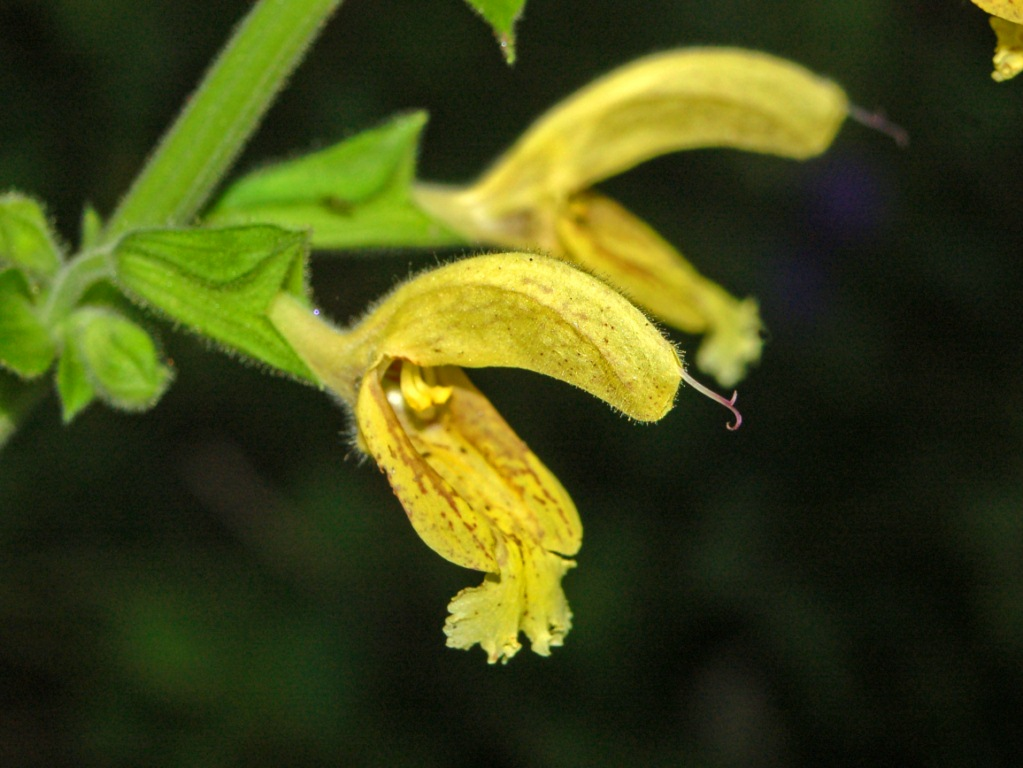
Flores de Salvia glutinosa
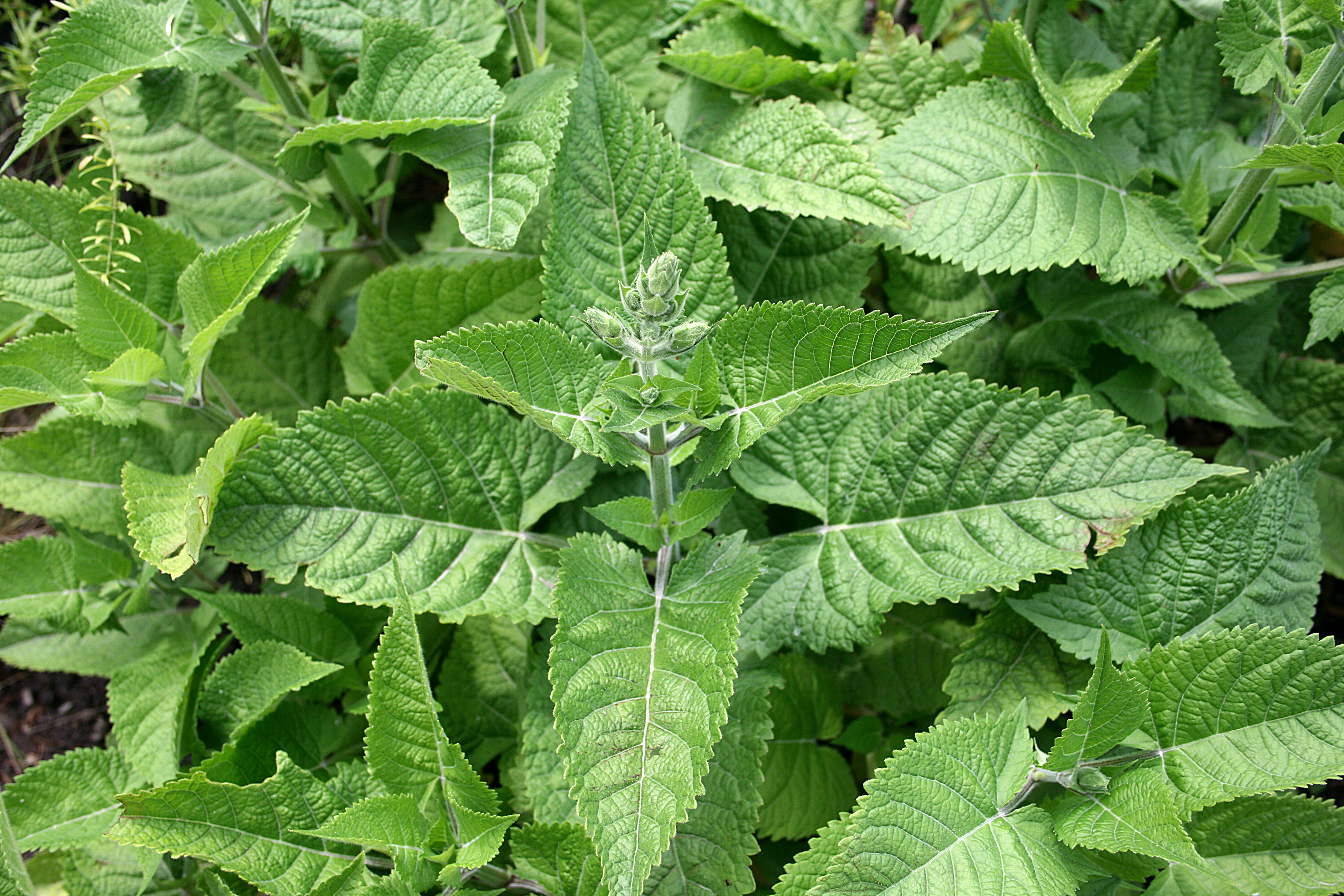
Hijas de Salvia glutinosa
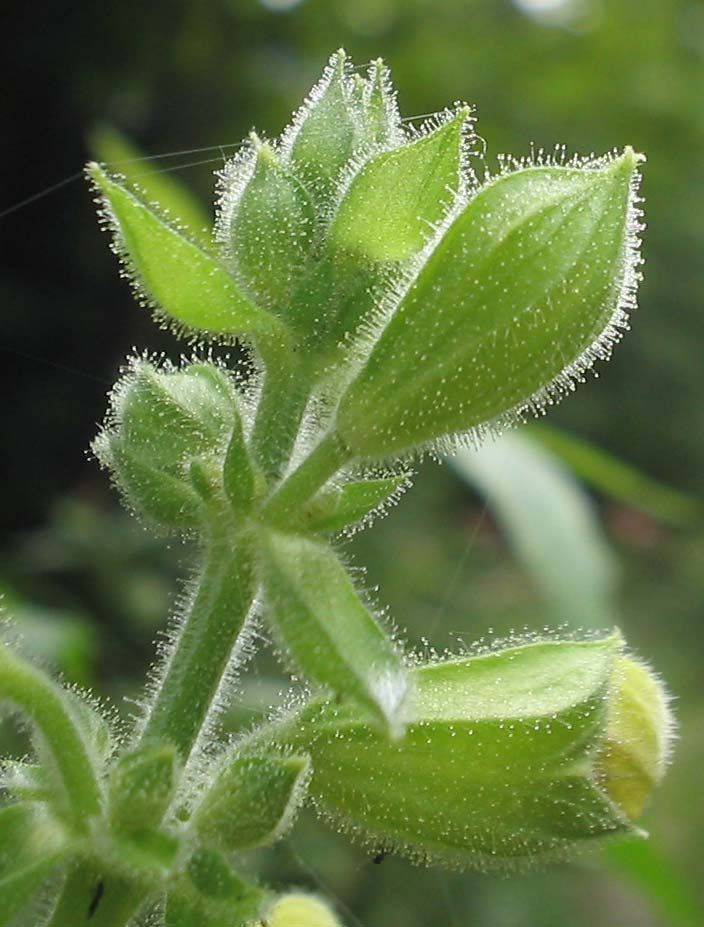
Pelos glandulares de Salvia glutinosa